# Z-POP RADIO
Z-POP RADIO（ジーポップレディオ）は、FM OSAKAで放送されているオール洋楽番組。

## 概要
2010年7月3日放送開始。
2010年6月まで放送されていた「CELEBRATION SHOWTIME」(毎週木曜日21:00~21:55)からの流れを汲み、毎週1名にユニバーサルシティウォーク大阪の商品券のプレゼントやユニバーサルシティウォーク大阪の情報も放送している。またこの番組よりユニバーサルシティウォーク大阪からの中継のコーナーがあり、インタビューされた人の家族・友人がメッセージを送れば必ずプレゼント(ユニバーサルシティウォーク大阪のグッズ)がもらえる。
2010年6月まで同時間帯に放送されていた「Active!」では洋邦問わずに選曲されていたが、当番組は2007年8月で終了した「Groovy Times」以来のオール洋楽番組となった。

## 放送時間
- 土曜日 18:00 - 20:00

## DJ
- 鈴木しょう治

## タイムテーブル
- 18:25 Billboard Live OSAKA information
- 18:38 TRAFFIC REPORT
- 19:00 Billy's Luck
- 19:39 TRAFFIC REPORT